# Le Carnet fatal
Pour plus de détails, voir Fiche technique et Distribution.
Le Carnet fatal (Mike Hammer: Murder Takes All) est un téléfilm américain réalisé par John Nicolella (en), diffusé le 21 mai 1989 sur CBS. Il s'agit d'une libre aventure du détective privé Mike Hammer, un personnage imaginé par l'écrivain américain Mickey Spillane en 1947.

## Synopsis
Le comique de scène de Las Vegas Johnny Roman (Edward Winter) demande au détective privé Mike Hammer (Stacy Keach) de se rendre à son spectacle afin de l'aider. Hammer refuse et se retrouve emmené de force dans la ville sans horloge. Il accuse alors Roman de l'avoir amené ici mais ce dernier est assassiné et la police le soupçonne. Hammer tente tant bien que mal de retrouver ceux qui l'ont piégé afin de prouver son innocence aux yeux de la justice...

## Fiche technique
- Titre : Le Carnet fatal
- Titre original : Mike Hammer: Murder Takes All
- Réalisation : John Nicolella (en)
- Assistant réalisateur : Paula Marcus
- Scénario : Rudy Day et Mark Edward Edens d’après le personnage de Mike Hammer inventé par Mickey Spillane
- Direction artistique : Jack De Shields, Audrey A. Blasdel et Rusty Lipscomb
- Costumes : Grady Hunt
- Photographie : Frank Beascoechea
- Montage : Michael Renaud
- Musique : Ron Ramin
- Production : Jeffrey Morton, Jay Bernstein (en), Peter Dunne
- Société de production : Jay Bernstein Productions, Columbia Pictures Television
- Pays d'origine : États-Unis
- Langue : anglais
- Format : Technicolor - 35 mm - 1,37:1 - Son mono (Westrex Recording System)
- Genre : néo-noir, film policier
- Durée : 1 h 32
- Sortie :  États-Unis : 21 mai 1989

## Distribution
- Stacy Keach : Mike Hammer
- Lynda Carter : Helen Durant
- Lindsay Bloom (en) : Velda
- Don Stroud : capitaine Pat Chambers
- Jim Carrey : Brad Peters
- Stacy Galina (en) : Amy Durant
- Lyle Alzado (en) : Reggie Diaz
- Royce D. Applegate : Bundy
- Jessie Lawrence Ferguson (en) : John McNiece
- Edward Winter : Johnny Roman
- Michelle Phillips : Leora Van Treas
- John Calvin : Carl Durant
- Lee Benton : Jennie
- Michael Ray Bower (en) : le neveu de Velda
- Donna Denton : The Face
- Paul Petersen

## À noter
- Le film a notamment été tourné à Culver City en Californie et à Las Vegas dans le Nevada.
- Stacy Keach a régulièrement tenu le rôle de Mike Hammer dans les années 1980. Il reprend ainsi ce personnage dans les téléfilms Si tu me tues, je te tue (Murder Me, Murder You) en 1983, Il pleut des cadavres (More Than Murder) en 1984, Le Retour de Mike Hammer (The Return of Mickey Spillane's Mike Hammer) en 1986 et les séries télévisées Mike Hammer (Mickey Spillane's Mike Hammer) en 1984-1985 et Le Retour de Mike Hammer (The New Mike Hammer) en 1986-1987. Dans les années 1990, il incarne une dernière fois le détective dans la série Mike Hammer (Mike Hammer, Private Eye).